# Villard-Bonnot
Pour les articles homonymes, voir Villard et Bonnot.
Villard-Bonnot est une commune française située dans le département de l'Isère en région Auvergne-Rhône-Alpes. 
La commune est adhérente à la communauté de communes Le Grésivaudan, entre la rive gauche de l'Isère et la chaîne de Belledonne et ses habitants sont appelés les Villardiens.

## Géographie

### Situation et description
Située au cœur de la région naturelle de la Vallée du Grésivaudan, en rive gauche de l'Isère et à flanc de la chaîne de Belledonne, le territoire de Villard-Bonnot s'étend sur près de 584 hectares, et se situe à 17 kilomètres au nord nord est de Grenoble.
La limite entre les communes de Froges et Villard-Bonnot est donnée par le ruisseau de Laval.

### Communes limitrophes
| Bernin                               | Crolles            | Froges              |
| Saint-Nazaire-les-Eymes Saint-Ismier | Villard-Bonnot     | Laval-en-Belledonne |
| Le Versoud                           | La Combe-de-Lancey | Sainte-Agnès        |

La commune de Saint-Mury-Monteymond est très voisine mais non limitrophe.

### Limite communale
|  |

### Climat
Pour des articles plus généraux, voir Climat d'Auvergne-Rhône-Alpes et Climat de l'Isère.
En 2010, le climat de la commune est de type climat des marges montargnardes, selon une étude du Centre national de la recherche scientifique s'appuyant sur une série de données couvrant la période 1971-2000. En 2020, Météo-France publie une typologie des climats de la France métropolitaine dans laquelle la commune est exposée à un climat de montagne ou de marges de montagne et est dans la région climatique  Alpes du nord, caractérisée par une pluviométrie annuelle de 1 200 à 1 500 mm, irrégulièrement répartie en été.
Pour la période 1971-2000, la température annuelle moyenne est de 11,4 °C, avec une amplitude thermique annuelle de 19,1 °C. Le cumul annuel moyen de précipitations est de 1 186 mm, avec 9,5 jours de précipitations en janvier et 7,1 jours en juillet. Pour la période 1991-2020, la température moyenne annuelle observée sur la station météorologique de Météo-France la plus proche, « Grenoble - Lvd », sur la commune du Versoud à 3 km à vol d'oiseau, est de 12,6 °C et le cumul annuel moyen de précipitations est de 981,1 mm,. Pour l'avenir, les paramètres climatiques de la commune estimés pour 2050 selon différents scénarios d'émission de gaz à effet de serre sont consultables sur un site dédié publié par Météo-France en novembre 2022.
| Mois                                  | jan.           | fév.           | mars          | avril         | mai           | juin          | jui.          | août          | sep.          | oct.          | nov.           | déc.           | année      |
| ------------------------------------- | -------------- | -------------- | ------------- | ------------- | ------------- | ------------- | ------------- | ------------- | ------------- | ------------- | -------------- | -------------- | ---------- |
| Température minimale moyenne (°C)     | −1,3           | −0,3           | 2,8           | 6,4           | 10,3          | 14            | 15,3          | 14,9          | 11,7          | 8             | 3              | −0,5           | 7          |
| Température moyenne (°C)              | 2,8            | 4,6            | 8,8           | 12,7          | 16,4          | 20,5          | 21,9          | 21,4          | 17,7          | 13,3          | 7,2            | 3,3            | 12,6       |
| Température maximale moyenne (°C)     | 6,8            | 9,5            | 14,7          | 19,1          | 22,5          | 26,9          | 28,6          | 27,8          | 23,8          | 18,7          | 11,5           | 7,2            | 18,1       |
| Record de froid (°C) date du record   | −16,6 11.01.10 | −12,9 05.02.12 | −8,7 01.03.05 | −3,4 08.04.21 | 0,8 07.05.19  | 3,7 01.06.06  | 7,6 13.07.00  | 7,2 31.08.06  | 2,8 26.09.02  | −3,6 26.10.03 | −10,7 27.11.05 | −14,4 20.12.09 | −16,6 2010 |
| Record de chaleur (°C) date du record | 19,2 08.01.11  | 22,5 07.02.01  | 27,7 24.03.01 | 31,1 28.04.12 | 34,9 24.05.09 | 37,1 28.06.19 | 38,8 31.07.20 | 39,5 13.08.03 | 33,8 10.09.23 | 30,9 26.10.06 | 22,9 14.11.10  | 21,5 07.12.00  | 39,5 2003  |
| Précipitations (mm)                   | 77,1           | 58,9           | 77,8          | 70,7          | 99            | 81,4          | 76,8          | 92,1          | 75,2          | 92,3          | 95,3           | 84,5           | 981,1      |

### Hydrographie

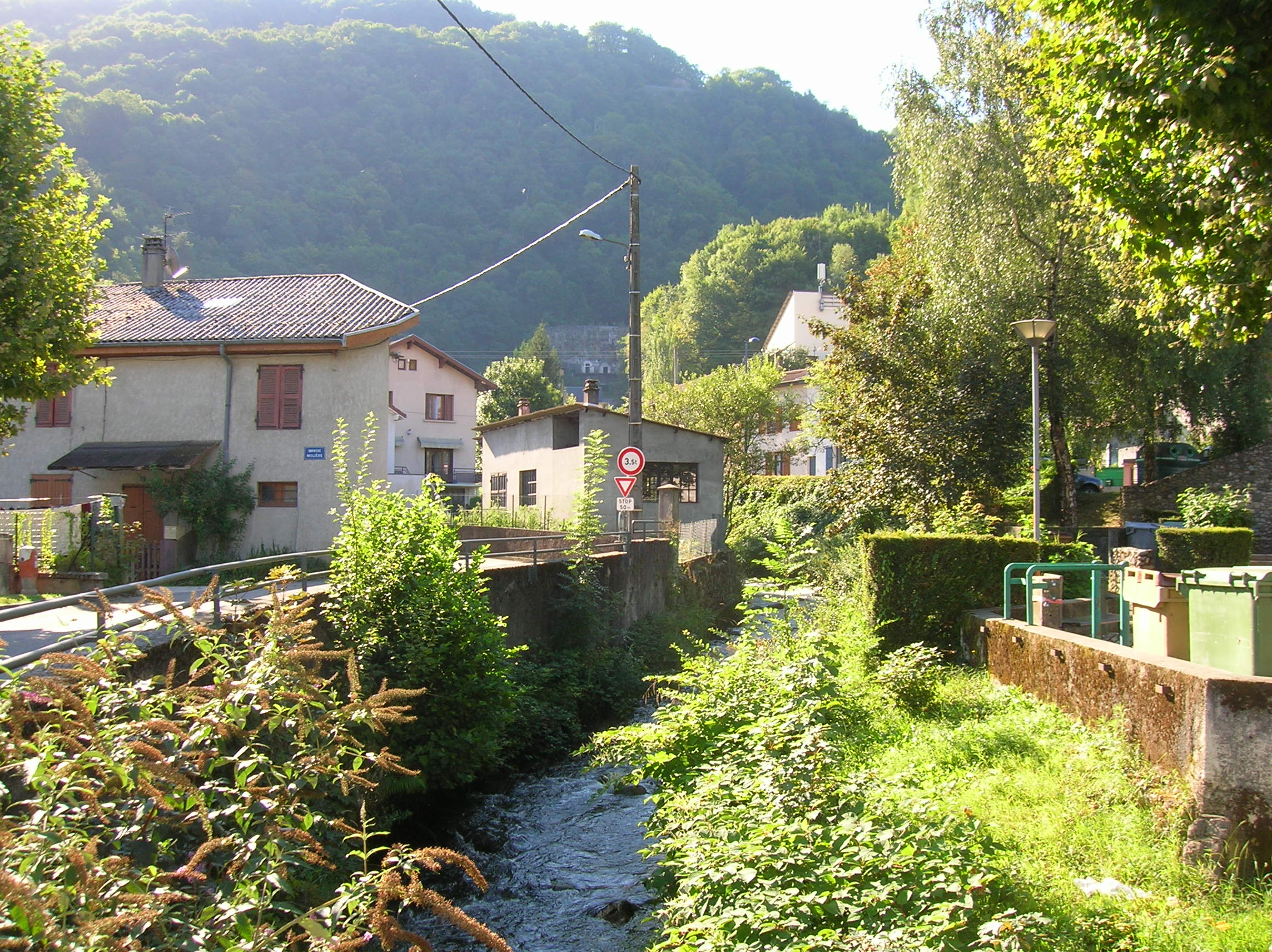
Le ruisseau de Laval, à Brignoud.

Plusieurs cours d'eau passent sur le territoire de la commune, ou servent à sa délimitation géographique :
- l'Isère, franchie par le pont de Brignoud. Ce dernier est incendié en avril 2022 par des anarchistes dans le cadre de la vague d'incendies criminels à Grenoble. Il a été rouvert partiellement, d'abord aux piétons et cyclistes, puis aux voitures, avant sa reconstruction prévue à l'horizon 2026, qui lui fera retrouver ses 27 000 véhicules quotidiens ;
- le ruisseau de Laval ;
- le Vors ;
- le ruisseau de La Combe-de-Lancey.

### Voies de communication et transports
La commune est desservie par un important réseau de transports.
L'accès routier se fait notamment par diverses voies routières, dont notamment :
- l'ancienne route nationale 523 qui relie Saint-Martin-d'Hères (près de Grenoble) à Montmélian. À la suite de la réforme de 1972, cette voie a été déclassée en RD 523.
- l'autoroute A41 :
  - en venant de Grenoble :  24b – villes desservies : Brignoud[Note 1]
  - en venant de Chambéry :  24 – villes desservies : Crolles, Froges, Villard-Bonnot[Note 2].

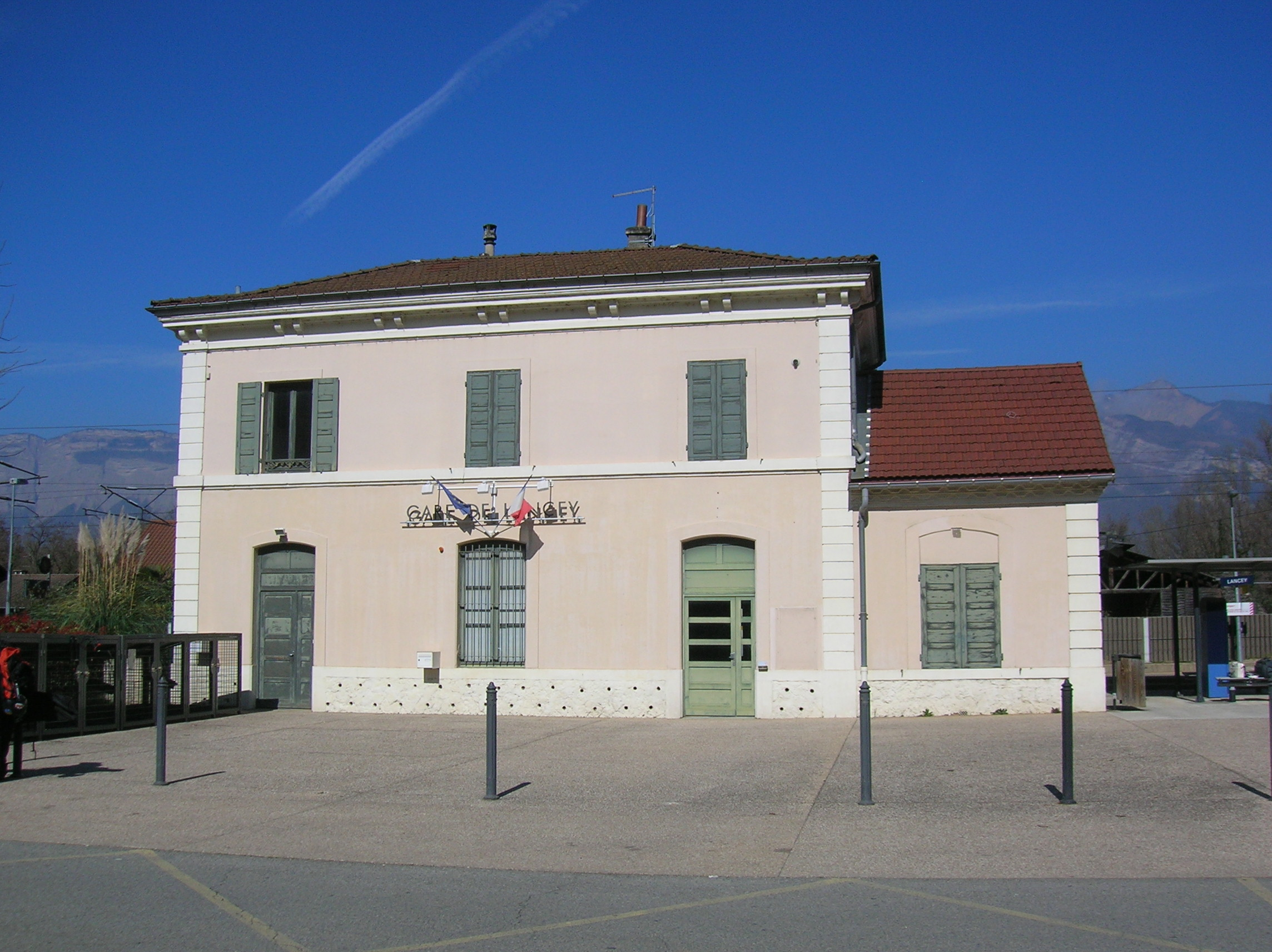
La gare de Lancey.

Il existe également un réseau de transport en commun routier :
- Réseau de transports en commun Cars Région : Ligne X02 (Le Champ-près-Froges - Grenoble - Voreppe) ;
- Réseau de transports en commun TouGo :
  - Ligne G2 (Bernin - Villard-Bonnot - Le Versoud - Montbonnot - Meylan) ;
  - Ligne G50 (Lancey - Saint-Nazaire-les-Eymes - Saint-Ismier) ;
  - Ligne G61 (Le Touvet - Crolles - Villard-Bonnot - Montbonnot - Meylan).

La gare SNCF est située à Lancey et Brignoud et dessert la ligne de Grenoble à Chambéry.
La commune est aussi reliée à Grenoble, grande ville la plus proche, par une piste cyclable le long de l'Isère. De nombreux travailleurs empruntent cette piste cyclable le matin et le soir pour se rendre au travail. Mais cette piste est aussi un endroit de balade à pied, ou à cheval.

### Lieux-dits et écarts
La commune est composée de trois bourgs distincts ne formant plus, au fil du temps, qu'une seule agglomération mais aux noms bien distincts :
- Brignoud, situé au nord-est en amont de l'Isère et partagé avec la commune de Froges ;
- Villard-Bonnot, situé au centre qui a donné son nom de l'ensemble de la commune ;
- Lancey, situé au sud-ouest en aval de l'Isère.

## Urbanisme

### Typologie
Au 1er janvier 2024, Villard-Bonnot est catégorisée ceinture urbaine, selon la nouvelle grille communale de densité à sept niveaux définie par l'Insee en 2022.
Elle appartient à l'unité urbaine de Grenoble, une agglomération intra-départementale regroupant 38  communes, dont elle est une commune de la banlieue,,. Par ailleurs la commune fait partie de l'aire d'attraction de Grenoble, dont elle est une commune de la couronne,. Cette aire, qui regroupe 204 communes, est catégorisée dans les aires de 700 000 habitants ou plus (hors Paris),.

### Occupation des sols
L'occupation des sols de la commune, telle qu'elle ressort de la base de données européenne d’occupation biophysique des sols Corine Land Cover (CLC), est marquée par l'importance des territoires artificialisés (48 % en 2018), en augmentation par rapport à 1990 (34 %). La répartition détaillée en 2018 est la suivante : 
zones urbanisées (36,9 %), forêts (24,1 %), zones industrielles ou commerciales et réseaux de communication (11,2 %), terres arables (10,2 %), eaux continentales (9,6 %), zones agricoles hétérogènes (7,2 %), prairies (0,8 %). L'évolution de l’occupation des sols de la commune et de ses infrastructures peut être observée sur les différentes représentations cartographiques du territoire : la carte de Cassini (XVIIIe siècle), la carte d'état-major (1820-1866) et les cartes ou photos aériennes de l'IGN pour la période actuelle (1950 à aujourd'hui).

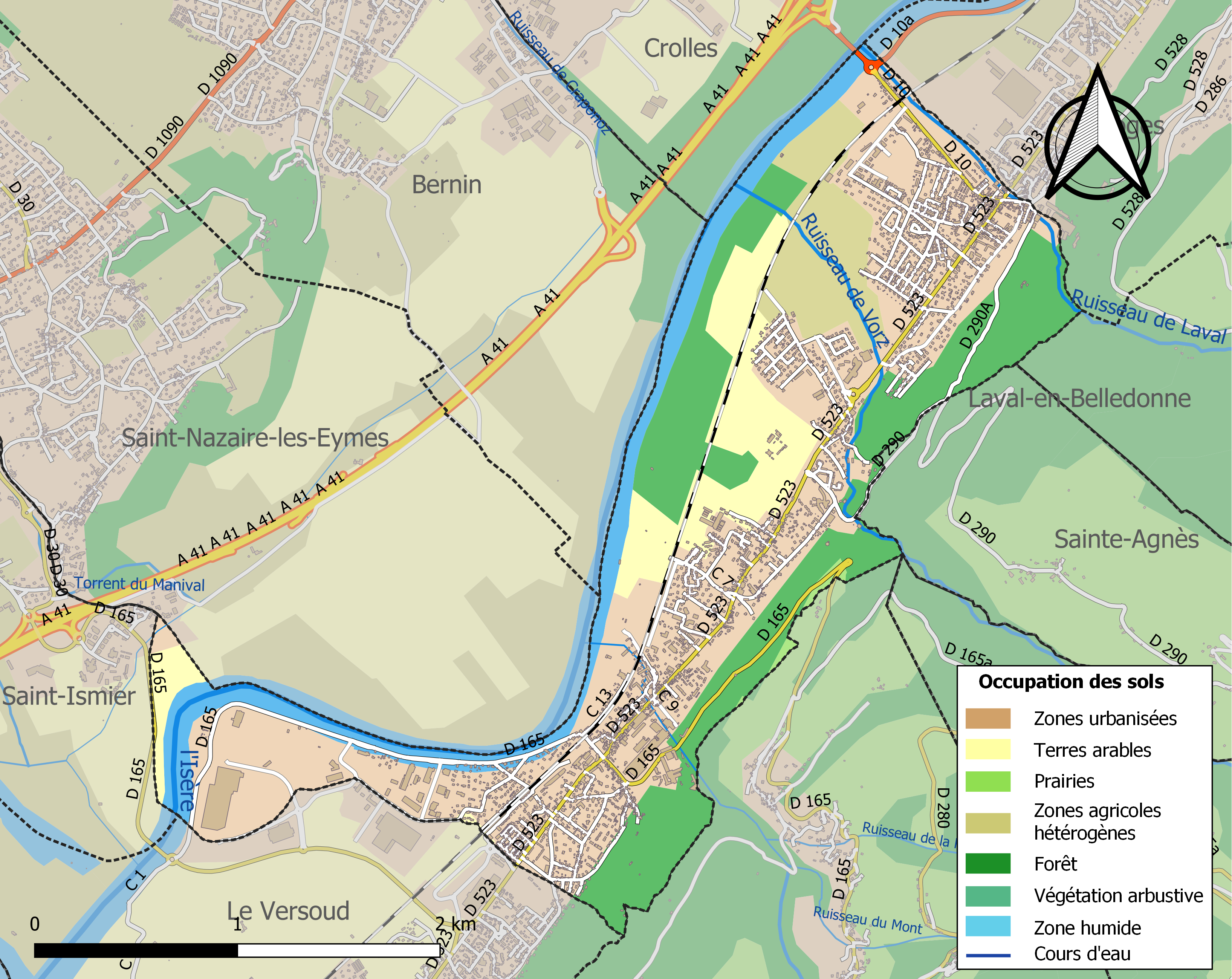
Carte des infrastructures et de l'occupation des sols de la commune en 2018 (CLC).

#### Risques sismiques
L'ensemble du territoire de la commune de Villard-Bonnot est situé en zone de sismicité n°4 (sur une échelle de 1 à 5), comme la plupart des communes de son secteur géographique.
| Type de zone | Niveau            | Définitions (bâtiment à risque normal) |
| ------------ | ----------------- | -------------------------------------- |
| Zone 4       | Sismicité moyenne | accélération = 1,6 m/s2                |

## Histoire

### Préhistoire et Antiquité

#### Préhistoire
À compter du IVe millénaire av. J.-C., la mise en culture progressive des terroirs sur les flancs du Grésivaudan et de la Combe de Savoie par des paysans néolithiques a pu être constatée par des recherches archéologiques

#### Antiquité

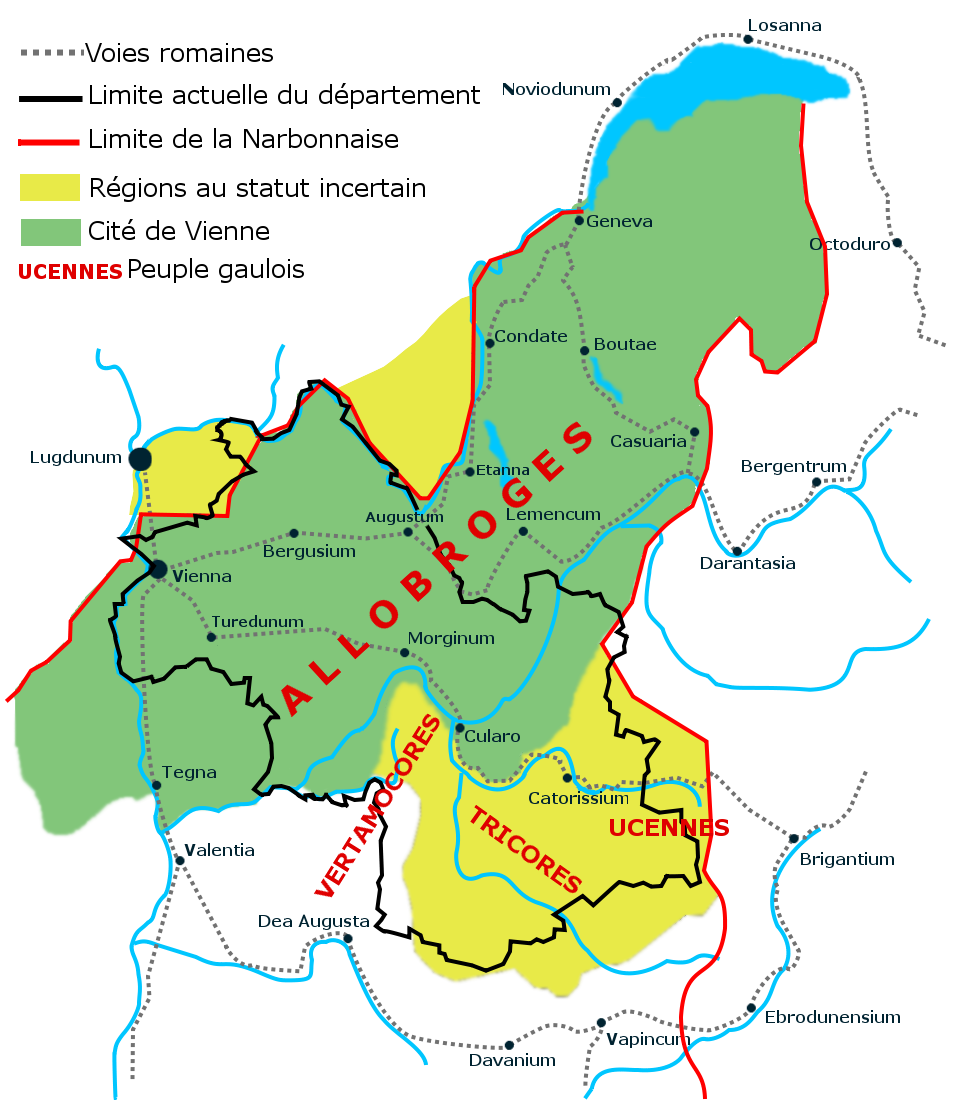
Le territoire des Allobroges

Durant la période antique, dans la vallée de l'Isère et donc sur le site de l'actuelle ville de Crolles, les premiers résidents, historiquement connus, sont les Allobroges, qui s’y sont installés à partir du Ve siècle avant notre ère. Ce peuple occupait la zone la plus vaste allant du nord du Vercors et de Belledonne en passant par le Grésivaudan et sur une grande partie de la région qui sera dénommée plus tard la Sapaudia et qui deviendra la Savoie).

### Moyen Âge

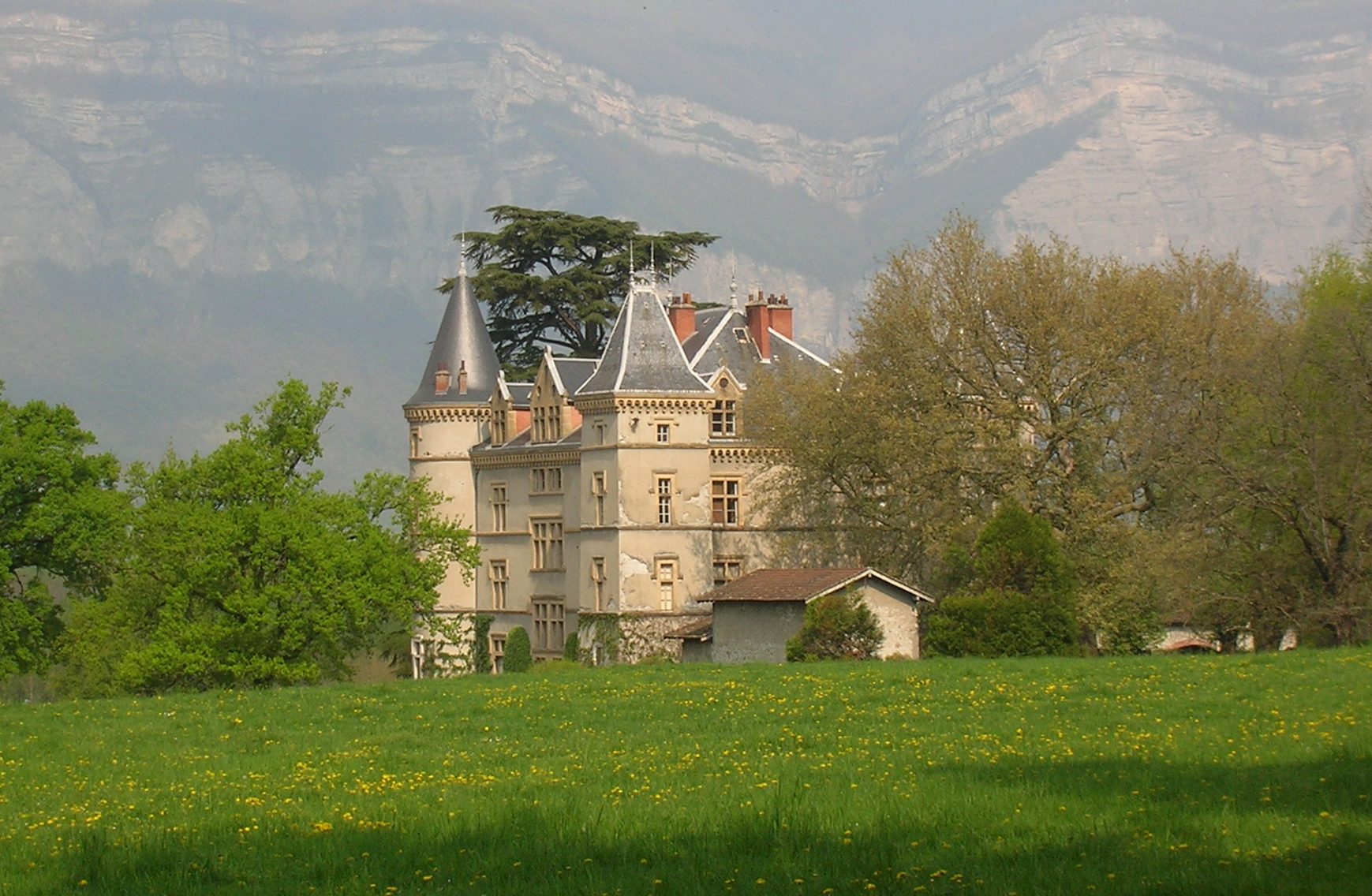
Le château de Vors.

Villard-Bonnot est située dans la partie centrale de la région naturelle du Grésivaudan, un ancien bailliage de la province royale du Dauphiné.

Au Moyen Âge, une tour sarrasine est présente, transformée en château de Vors par les seigneurs de Commiers aux XIIIe et XIVe siècles. Le château perd sa fonction défensive au fil des siècles et à partir du XVIIe siècle la famille de Miribel réalise des travaux importants pour aménager sa résidence d’été.

### Époque contemporaine
Durant la révolution industrielle, les hameaux de Lancey et Brignoud connaissent un incroyable essor grâce à l'industrie du papier. L'installation des papeteries d'Alfred Fredet à Brignoud et d'Aristide Bergès à Lancey est possible grâce à l'hydroélectricité créée à partir de l'eau produite par la fonte des neiges. Ce principe est alors appelé « houille blanche » par Aristide Bergès afin de faire le pendant avec la « houille noire » : le charbon. Fredet et Bergès mènent une politique paternaliste : de nombreuses actions sociales sont menées comme la création de pouponnière et de coopératives alimentaires. Une vie culturelle se développe également autour du cinéma et de l'Harmonie des papeteries de Lancey.
Les deux entrepreneurs mettent en place d'ambitieux programmes immobiliers pour loger leurs employés, parmi lesquels un grand nombre de femmes. Ainsi sont sorties de la terre « la cité des Roses » en 1920, la « cité du Vors » en 1925, ou encore la « cité Fayolle » et la « cité de Glières » à Brignoud.
Cet essor industriel s'accompagne au début du XXe siècle d'une forte activité commerciale et artisanale sur les deux hameaux. Le tramway traverse alors toute la ville et favorise les déplacements collectifs.
Pendant la Première Guerre mondiale, l'école République de Lancey est transformée en hôpital et les usines Bergès et Fredet fabriquent des obus pour l'armée française. Un nouvel hôtel de ville est édifié en 1922, à son emplacement actuel ; jusqu'alors la mairie était installée près de l'église.
Au lendemain de la Seconde Guerre mondiale, en 1946, les associations locales organisent le Corso (carnaval) : chars, grosses têtes en papier mâché alors qu'un défilé traverse les rues de la commune pour redonner un peu le moral à la population encore marquée par les terribles évènements du conflit.
Par la suite, une prouesse technique fera la une de la presse internationale en 1957 : le château de Bergès, en face des papeteries, ou nommé également château Biclet, est déplacé de 70 m pour permettre l'agrandissement de l'usine.
Après des décennies de fonctionnement le site des papeteries de Lancey ferme définitivement ses portes, en novembre 2008.

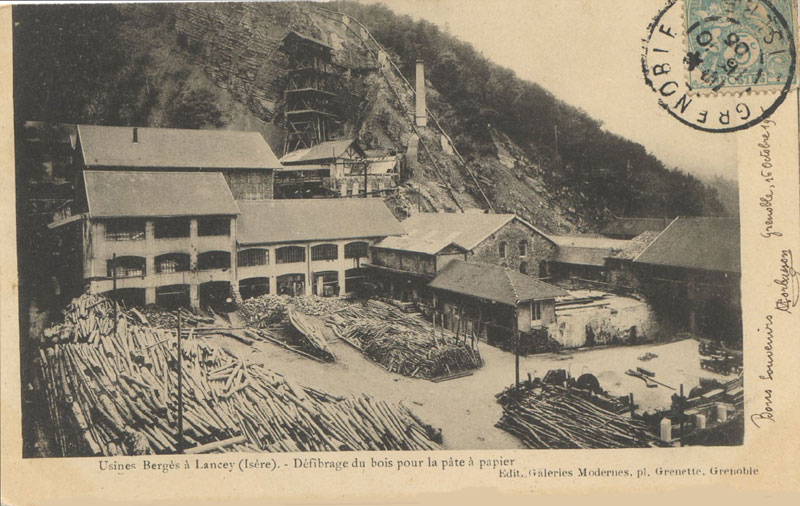
La papeterie de Lancey créée en 1869.
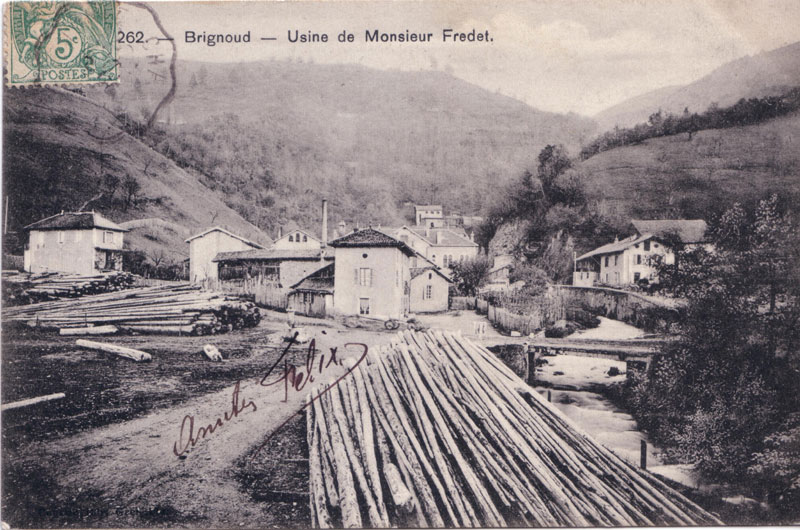
La papeterie de Brignoud fondée en 1870.
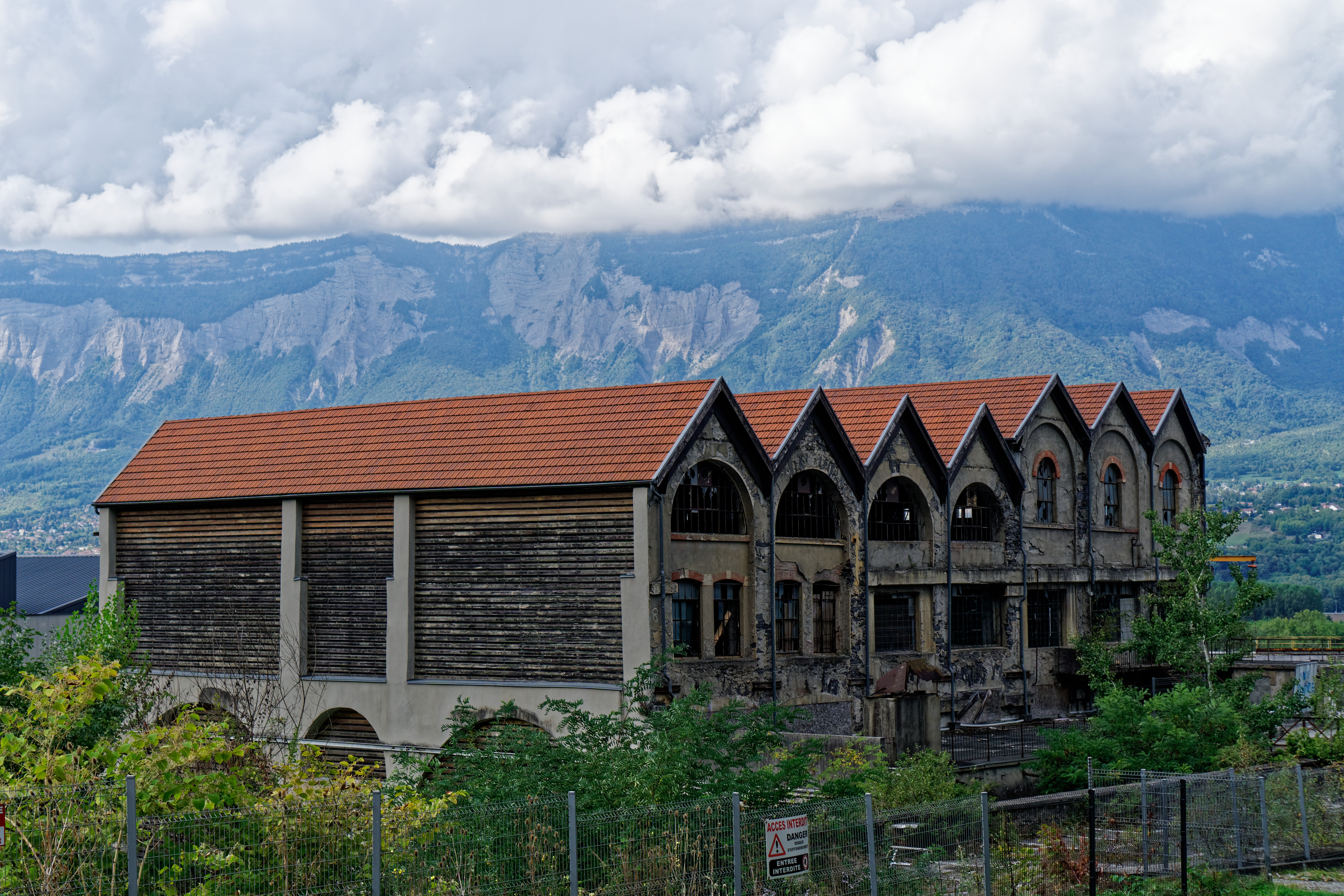
Les papeteries de Lancey fermées à Villard-Bonnot. Septembre 2020.

## Politique et administration

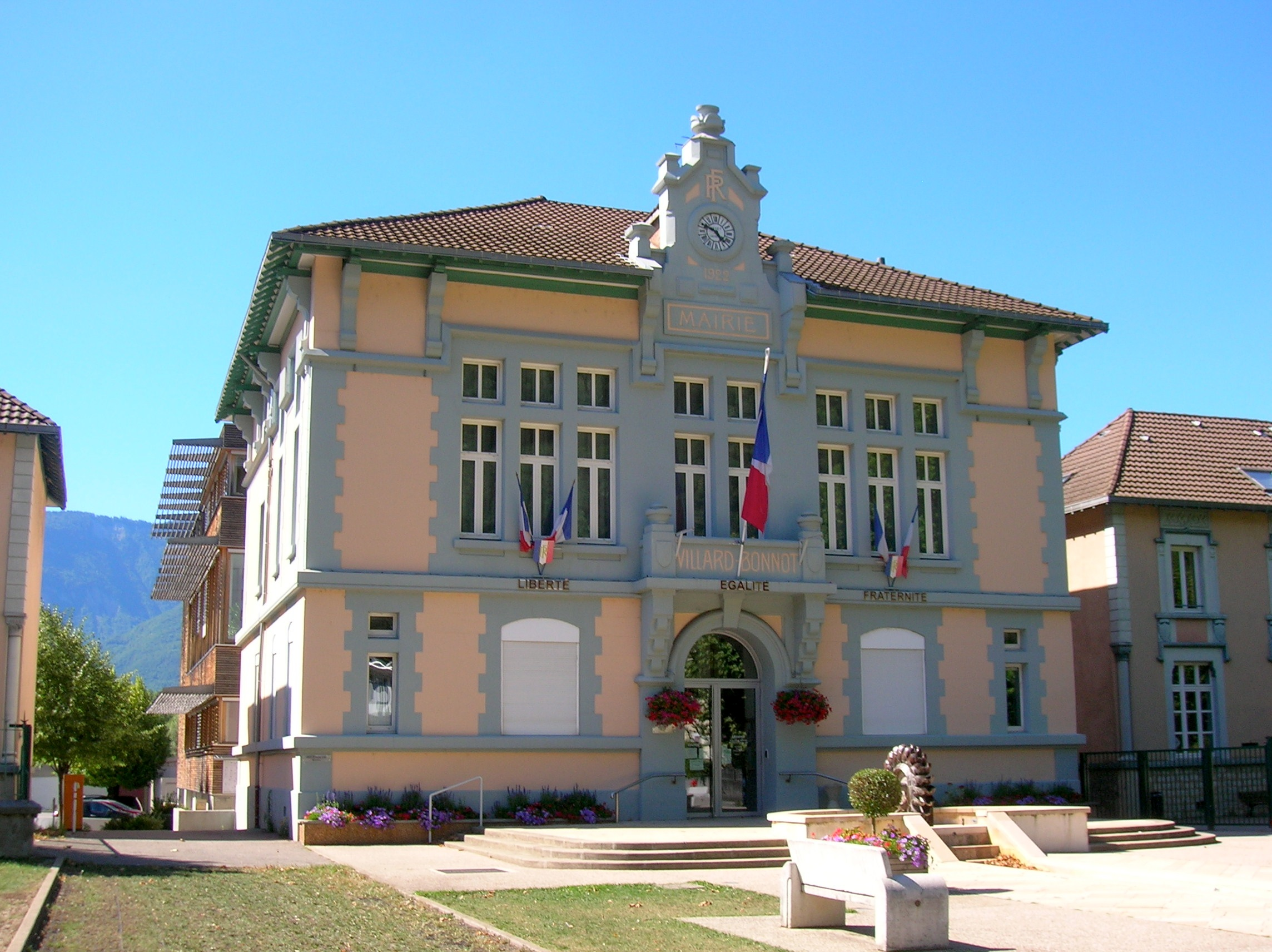
Hôtel de ville de Villard-Bonnot

### Tendances politiques et résultats
Le maire actuel de la commune est Patrick Beau, successeur de Daniel Chavand. Son équipe est composée d'hommes et femmes sans étiquette politique.
Bien que n'appartenant à aucun parti, il a été classé DVD (Divers Droite) lors des élections municipales 2020.

### Administration municipale
Le conseil municipal de Villard-Bonnot est composé de 29 membres (15 femmes et 14 hommes) dont un maire, huit adjoints et vingt conseillers municipaux, tous et toutes élus le 4 juillet 2020.

### Liste des maires
| Période                                  | Période   | Identité                       | Étiquette | Qualité                                                                  |
| ---------------------------------------- | --------- | ------------------------------ | --------- | ------------------------------------------------------------------------ |
| 1821                                     | 1831      | Auguste Laporte                |           |                                                                          |
| 1831                                     | 1837      | Thomas Alexis Geraud           |           |                                                                          |
| 1837                                     | 1848      | Etienne Buissard               |           |                                                                          |
| 1848                                     | 1855      | Basile Maximin Bellion-Jourdan |           |                                                                          |
| 1855                                     | 1860      | Auguste Alexis Jourdan-Laporte |           |                                                                          |
| 1860                                     | 1871      | Charles Michaud                |           |                                                                          |
| 1871                                     | 1874      | Boulet Auguste                 |           | Notaire                                                                  |
| 1874                                     | 1878      | Bois Auguste                   |           |                                                                          |
| 1878                                     | 1879      | Charpeney François             |           | Militaire                                                                |
| 1879                                     | 1881      | Boulet Auguste                 |           | Notaire                                                                  |
| 1881                                     | 1884      | Bois Auguste                   |           |                                                                          |
| 1884                                     | 1889      | Theysset André                 |           |                                                                          |
| 1889                                     | 1891      | Ludovic de Miribel             |           | Officier d'infanterie. Fils d'Artus de Miribel, ancien maire de Grenoble |
| 1891                                     | 1894      | Georges Berges                 |           | Fils d'Aristide                                                          |
| 1896                                     | 1902      | Aristide Berges                |           | Ingénieur et papetier                                                    |
| 1902                                     | 1920      | Maurice Berges                 |           | Ingénieur. Fils d'Aristide                                               |
| 1920                                     | 1935      | Charles Rivoire                |           | Corroyeur                                                                |
| 1947                                     | 1971      | Gaston Gamond                  | PCF,      |                                                                          |
| 1971                                     | 1977      | André Paret                    | PCF       |                                                                          |
| mars 1977                                | juin 1995 | Gabriel Soto                   | PCF       |                                                                          |
| juin 1995                                | 2020      | Daniel Chavand                 | DVD       | Retraité                                                                 |
| 2020                                     | En cours  | Patrick Beau                   | DVD       |                                                                          |
| Les données manquantes sont à compléter. |           |                                |           |                                                                          |

## Population et société

### Démographie
L'évolution du nombre d'habitants est connue à travers les recensements de la population effectués dans la commune depuis 1793. Pour les communes de moins de 10 000 habitants, une enquête de recensement portant sur toute la population est réalisée tous les cinq ans, les populations de référence des années intermédiaires étant quant à elles estimées par interpolation ou extrapolation. Pour la commune, le premier recensement exhaustif entrant dans le cadre du nouveau dispositif a été réalisé en 2005.

En 2022, la commune comptait 7 445 habitants, en évolution de +4,83 % par rapport à 2016 (Isère : +3,07 %, France hors Mayotte : +2,11 %).
| 1793 | 1800 | 1806 | 1821 | 1831  | 1836  | 1841  | 1846  | 1851  |
| ---- | ---- | ---- | ---- | ----- | ----- | ----- | ----- | ----- |
| 698  | 790  | 878  | 842  | 1 013 | 1 071 | 1 019 | 1 051 | 1 045 |

| 1856 | 1861  | 1866  | 1872  | 1876  | 1881  | 1886  | 1891  | 1896  |
| ---- | ----- | ----- | ----- | ----- | ----- | ----- | ----- | ----- |
| 981  | 1 073 | 1 003 | 1 022 | 1 153 | 1 333 | 1 565 | 1 940 | 2 100 |

| 1901  | 1906  | 1911  | 1921  | 1926  | 1931  | 1936  | 1946  | 1954  |
| ----- | ----- | ----- | ----- | ----- | ----- | ----- | ----- | ----- |
| 2 316 | 2 595 | 3 199 | 5 045 | 5 442 | 5 654 | 4 961 | 4 820 | 5 810 |

| 1962  | 1968  | 1975  | 1982  | 1990  | 1999  | 2005  | 2006  | 2010  |
| ----- | ----- | ----- | ----- | ----- | ----- | ----- | ----- | ----- |
| 6 499 | 6 375 | 6 031 | 6 039 | 6 382 | 6 904 | 7 311 | 7 265 | 7 296 |

| 2015  | 2020  | 2022  | - | - | - | - | - | - |
| ----- | ----- | ----- | - | - | - | - | - | - |
| 7 096 | 7 324 | 7 445 | - | - | - | - | - | - |

Le nombre d'habitants à Villard-Bonnot à compter du 1er janvier 2018 est de 7169 personnes(d'après les données de recensement effectuée par l'INSEE).

### Environnement naturel
La commune est mitoyenne avec le Bois de la Bâtie. C'est une petite forêt située en bordure de l'Isère. Elle comporte des petits lacs où il possible de se baigner et de pratiquer des sports nautiques tels que le ski nautique.

#### Bassins d'orage
Afin de rediriger les eaux de pluie et d'éviter les inondations, 4 bassins d'orage ont été construits. Ces bassins de rétention permettent de stocker l'eau et ainsi de temporiser le flot. L'eau est ensuite rejetée dans un exutoire et remise dans le circuit d'évacuation à petit débit.

### Habitat social
La commune répond à la loi SRU (Solidarité Renouvellement Urbain) et compte environ  22 % d'habitat social sur son territoire.

### Enseignement
La commune est rattachée à l'académie de Grenoble et compte deux groupes scolaires élémentaires : Jules-Ferry et Libération qui accueillent chaque année environ 450 élèves répartis dans 18 classes. Les écoles maternelles République, Pasteur et Victor-Hugo, rassemblement environ 270 élèves dans 10 classes.
La ville compte aussi un collège : le collège Belledonne et un lycée : le lycée Marie-Reynoard.

### Sports

#### Rugby
Le rugby à XV est représenté par le CS Grésivaudan Belledonne (ex Rugby Club Lancynois ou Lancey-Sports). En 1917, il atteint les quarts de finale de la Coupe de l'Espérance après avoir éliminé le RC Toulon à Avignon.
Ce club formateur est sacré co champion de France Minimes avec le Colomiers à Tarbes, en 1994 sur un score final de 8-8.

#### Équipements sportifs
De nombreuses infrastructures sont disponibles dans la commune afin de pratiquer un sport. Il y a notamment les gymnases des écoles primaires Jules-Ferry et Libération, du collège Belledonne et du lycée Marie-Reynoard. À côté du lycée se trouve également un complexe sportif regroupant des terrains de tennis, un terrain de rugby en gazon, un terrain de football en synthétique et un terrain d'athlétisme. Ce dernier comporte une piste d'athlétisme, un terrain pour le lancer de javelot et une piste de saut en longueur. À Brignoud, près de la place centrale, il y a également un dojo afin de pratiquer des sports de combats tels que le judo ou le taekwondo.

### Médias
Historiquement, le quotidien à grand tirage Le Dauphiné libéré consacre, chaque jour, y compris le dimanche, dans son édition du Grésivaudan, un ou plusieurs articles à l'actualité de la commune, ainsi que des informations sur les éventuelles manifestations locales, les travaux routiers, et autres événements divers à caractère local.
La commune est située sur l'aire de diffusion de radio Ici Isère, une radio publique qui émet sur tout le territoire du département de l'Isère.

### Cultes
La communauté catholique et l'église paroissiale (propriété de la commune) dépendent de la paroisse La Croix de Belledonne, elle-même rattachée au diocèse de Grenoble.

## Économie
La commune fait partie de l'aire géographique de production et transformation du « Bois de Chartreuse », la première AOC de la filière Bois en France,.

### Zones d'activités

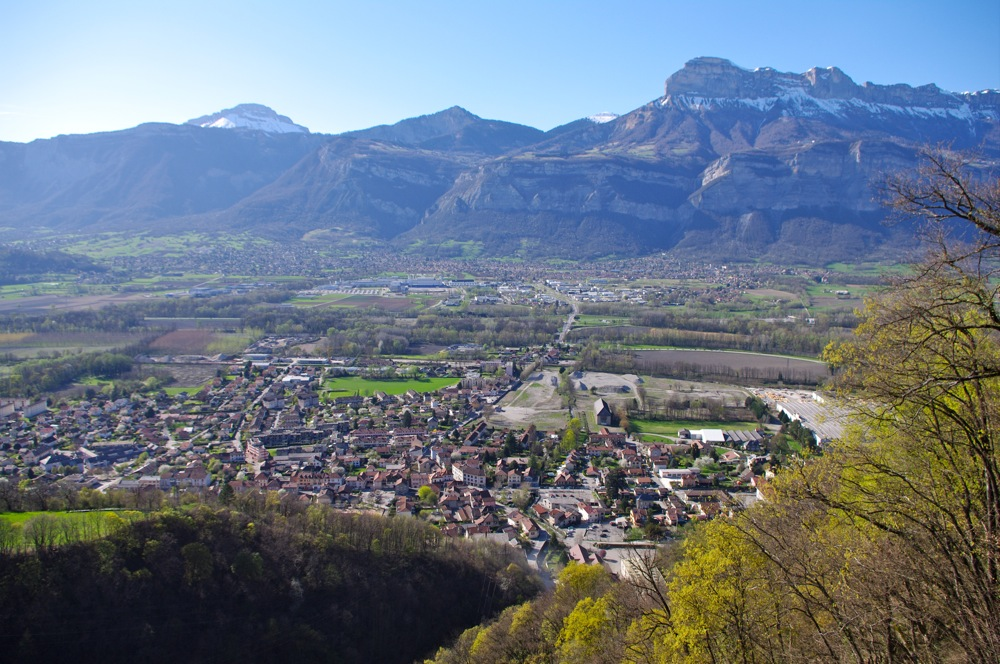
Brignoud à Villard-Bonnot.

La principale zone d'activité est la « ZAC de la Grande Isle », gérée par la Communauté de communes Le Grésivaudan. Cette zone d'activité est située sur les communes de Villard-Bonnot et du Versoud.
La zone d'activités du Vernet, à Brignoud, est principalement composée d'artisans.
L'activité agricole de la commune est axée sur le maraîchage, l'horticulture et les élevages.

### Industries
Deux industries importantes ont fermé leurs portes : Atofina en 2006 et les papeteries de Lancey en 2008. Le seul site industriel encore en exercice est Ahlström, à Brignoud, où est fabriqué du tissu non tissé.

## Culture locale et patrimoine

### Lieux et monuments

#### Patrimoine religieux
- L'Église Sainte-Thérèse-de-l'Enfant-Jésus de Brignoud est située sur la commune de Froges.
- L'église Saint Antoine à Villard-Bonnot est l'un des rares édifices catholiques d'architecture circulaire. On ne compterait que trois églises de facture architecturale identique en France. Ce lieu de culte - édifié entre 1828 et 1829 - comportait de très beaux décors intérieurs, fresques et chapelles en trompe-l'œil. Des travaux entrepris dans les années 1960 pour cause de vétusté ont affecté cet aspect. Le toit en particulier, initialement en dôme très bombé comme celui du clocher, a été complètement dénaturé.

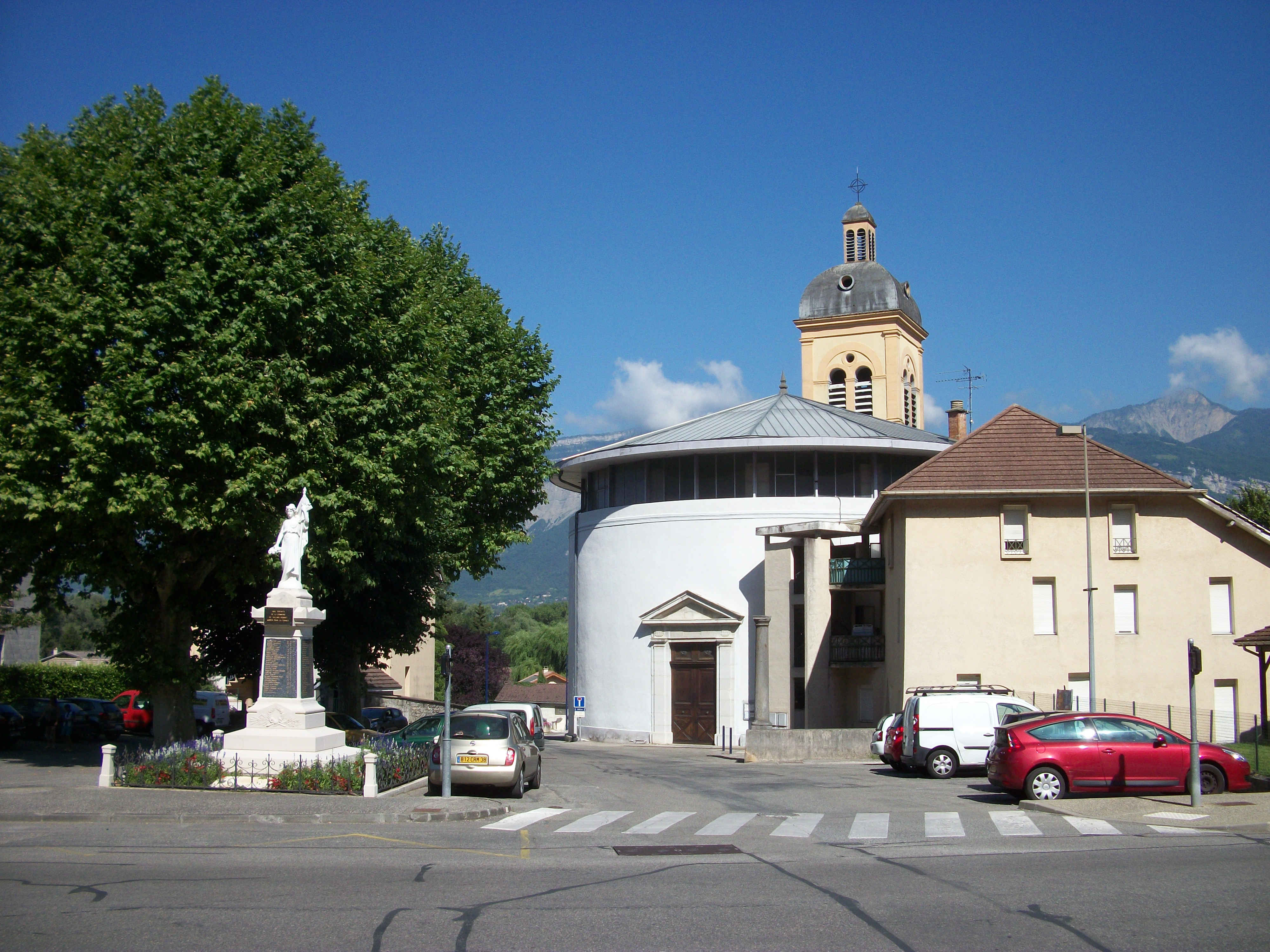
Place de l'Église.
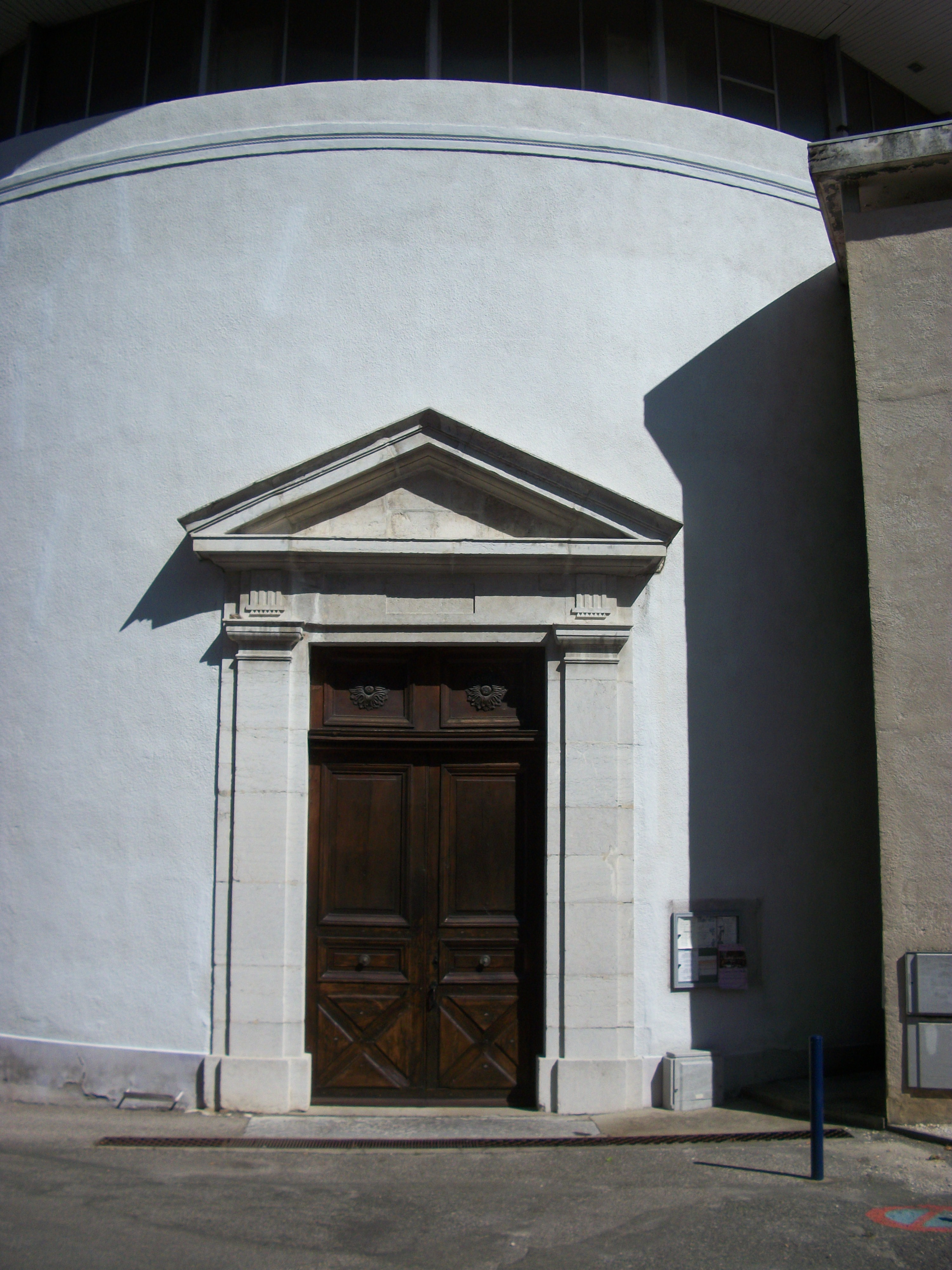
Porche.
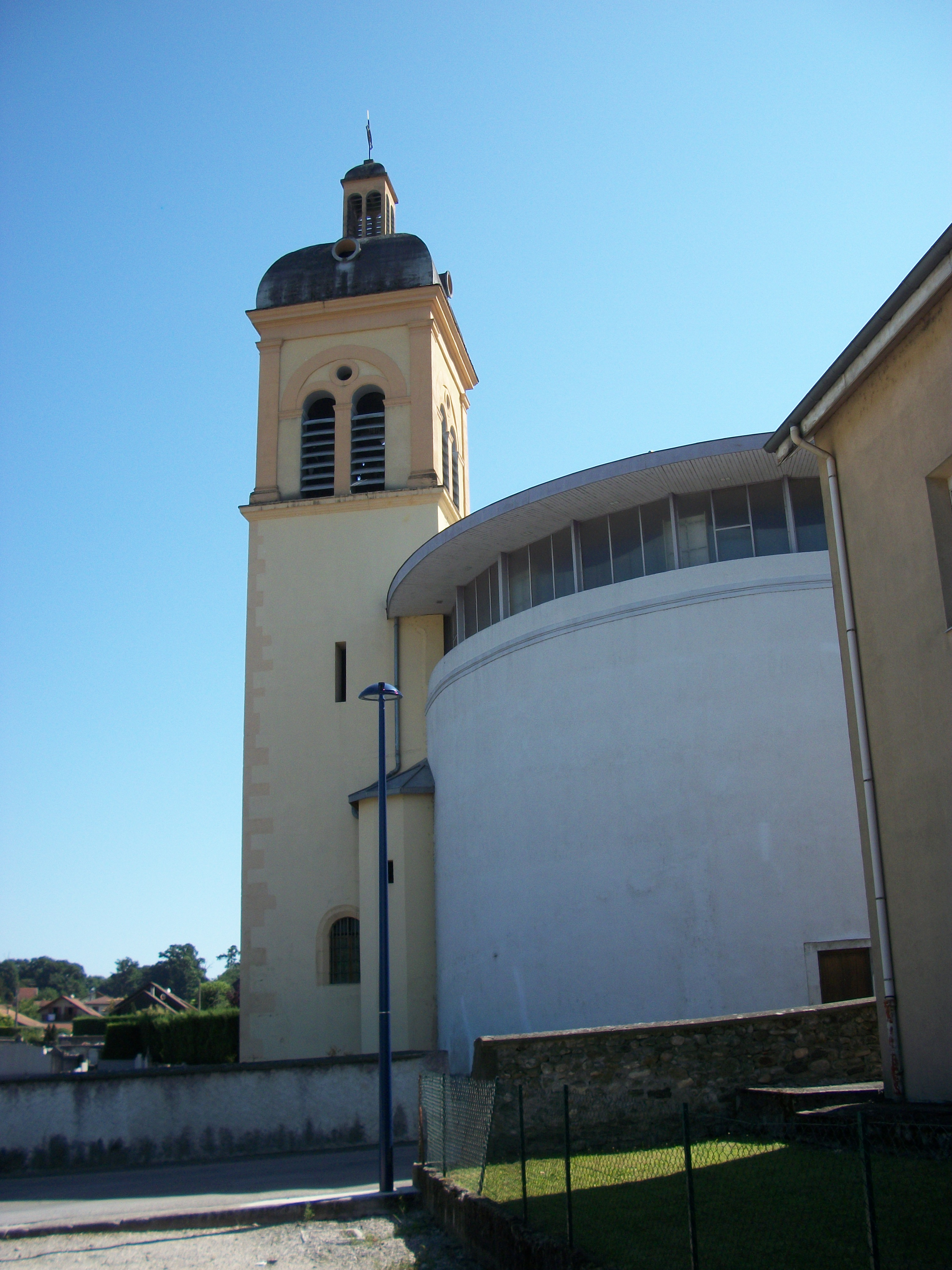
Clocher surplombant le cimetière.

#### Lieux de cultes
- Villard-Bonnot fait partie de la paroisse catholique La-Croix-de-Belledonne.
- Église Protestante Évangélique Espace Evangile[38].

#### Patrimoine civil
- Papeteries de Lancey  Inscrit MH (1992, partiellement)[39],[40].
- Cénotaphe de Mme Bergès - Cimetière rue des Adieux : Ce cénotaphe a été commandé par Aristide Bergès à la mort de son épouse. Réalisé en 1899 par Giuseppe Chiattone (pour les œuvres en pierre et bronze), ce monument se compose d'un cénotaphe (édifice en forme de tombeau), d'une sculpture en bronze (L'Ange de la foi), et d'une plaque en bronze sculptée (Funérailles des anges). Non entretenue pendant des années, la commune de Villard-Bonnot a rénové cette œuvre du patrimoine local en 2010. Labellisé Patrimoine en Isère[41].
- La ville compte deux fontaines : l'une en hommage à Alfred Fredet à Brignoud construite en 2007 et l'autre en hommage à Aristide Bergès, place de la République à Lancey.

Quelques photos de monuments de la commune de Villard-Bonnot
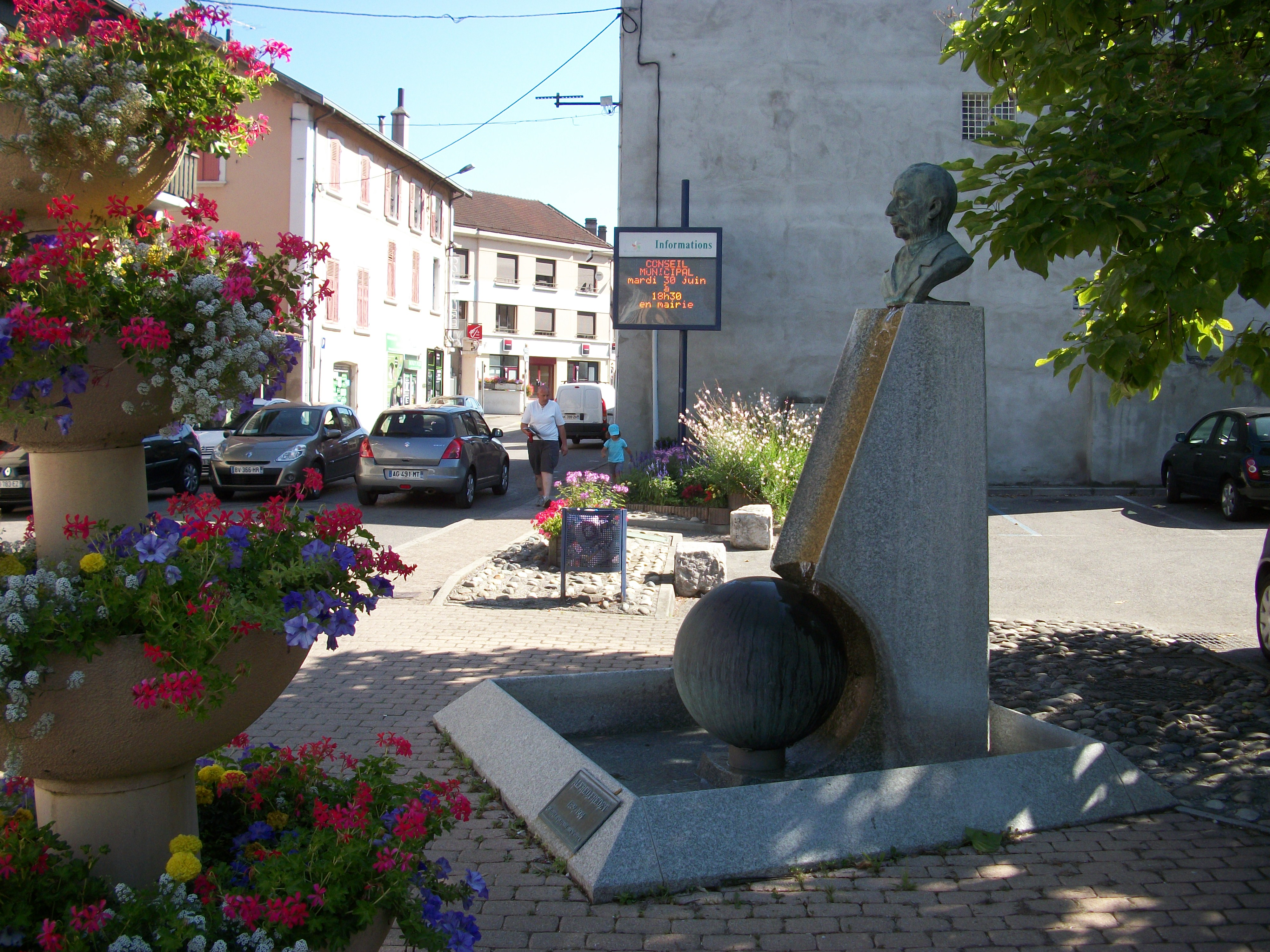
Fontaine Alfred Fredet, Brignoud
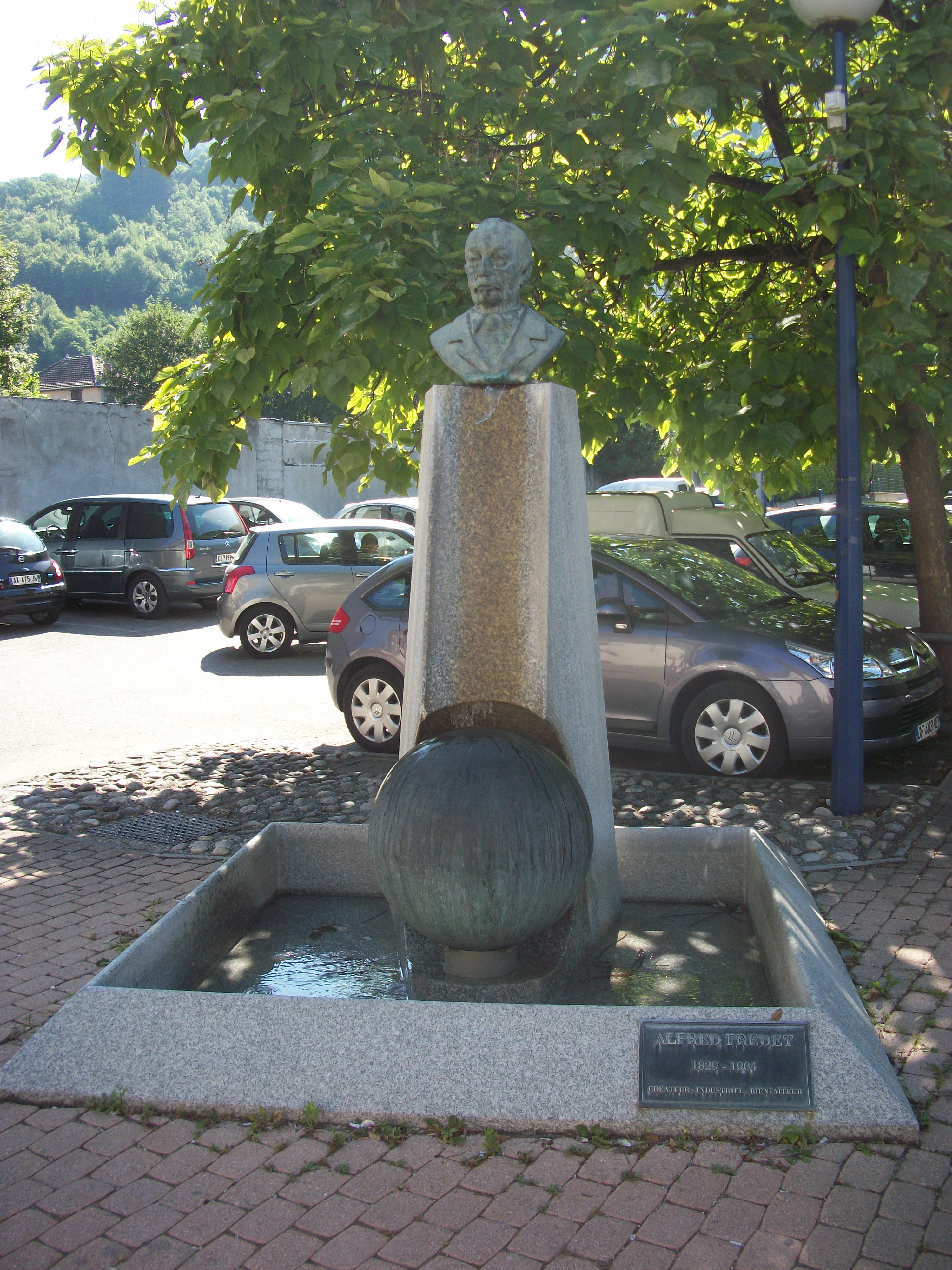
Fontaine Alfred Fredet, Brignoud
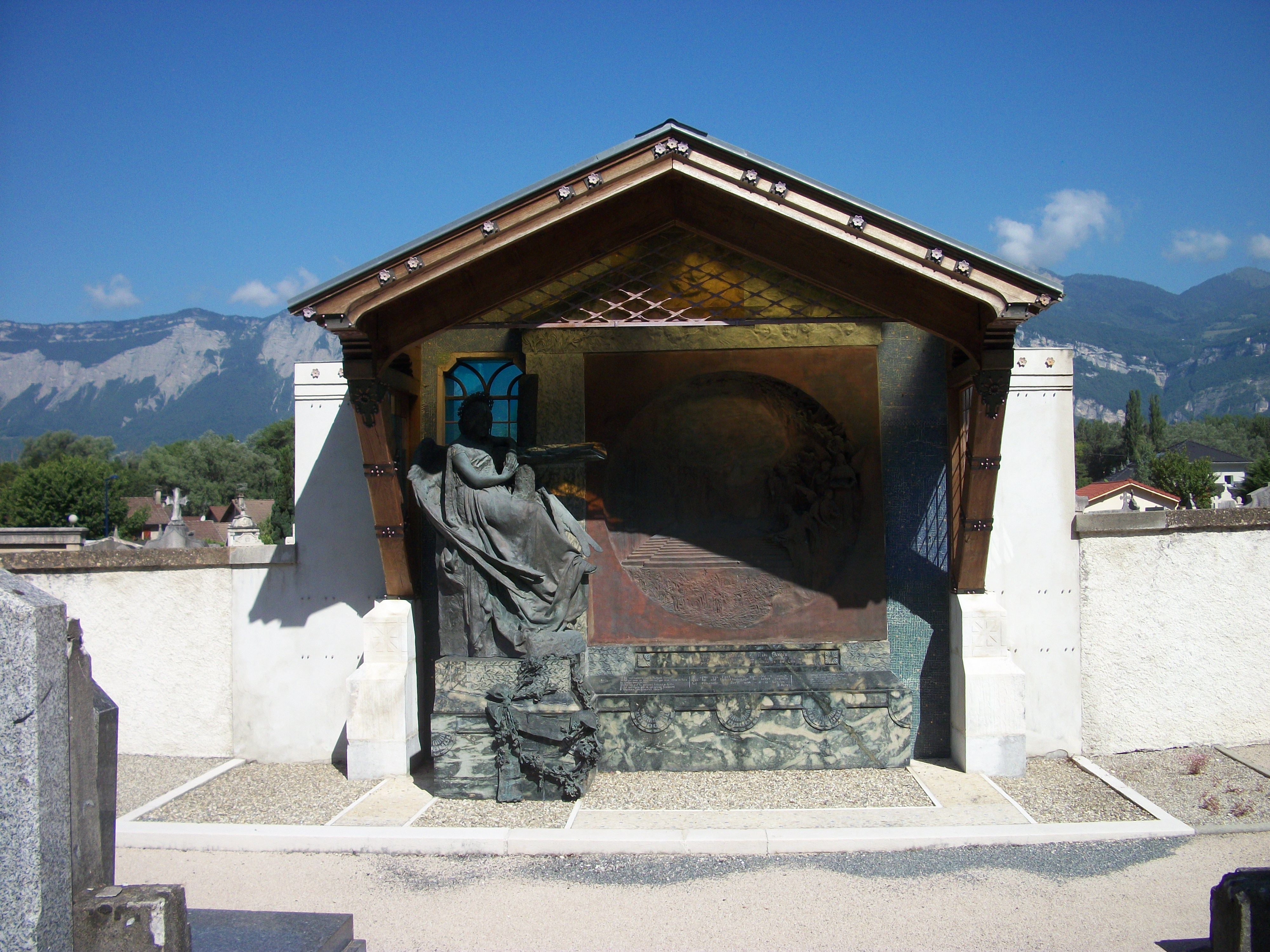
Cénotaphe
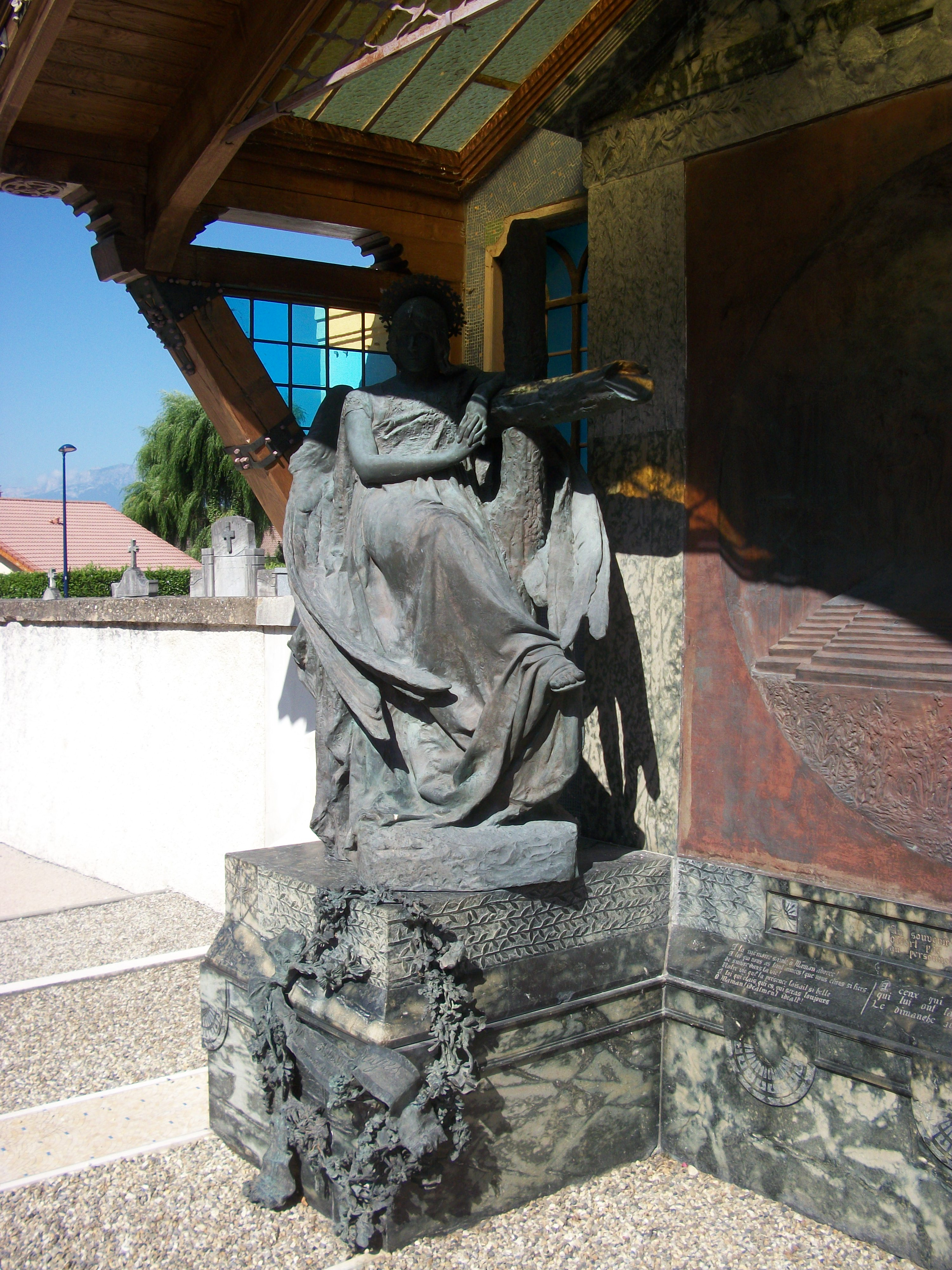
L'Ange de la foi
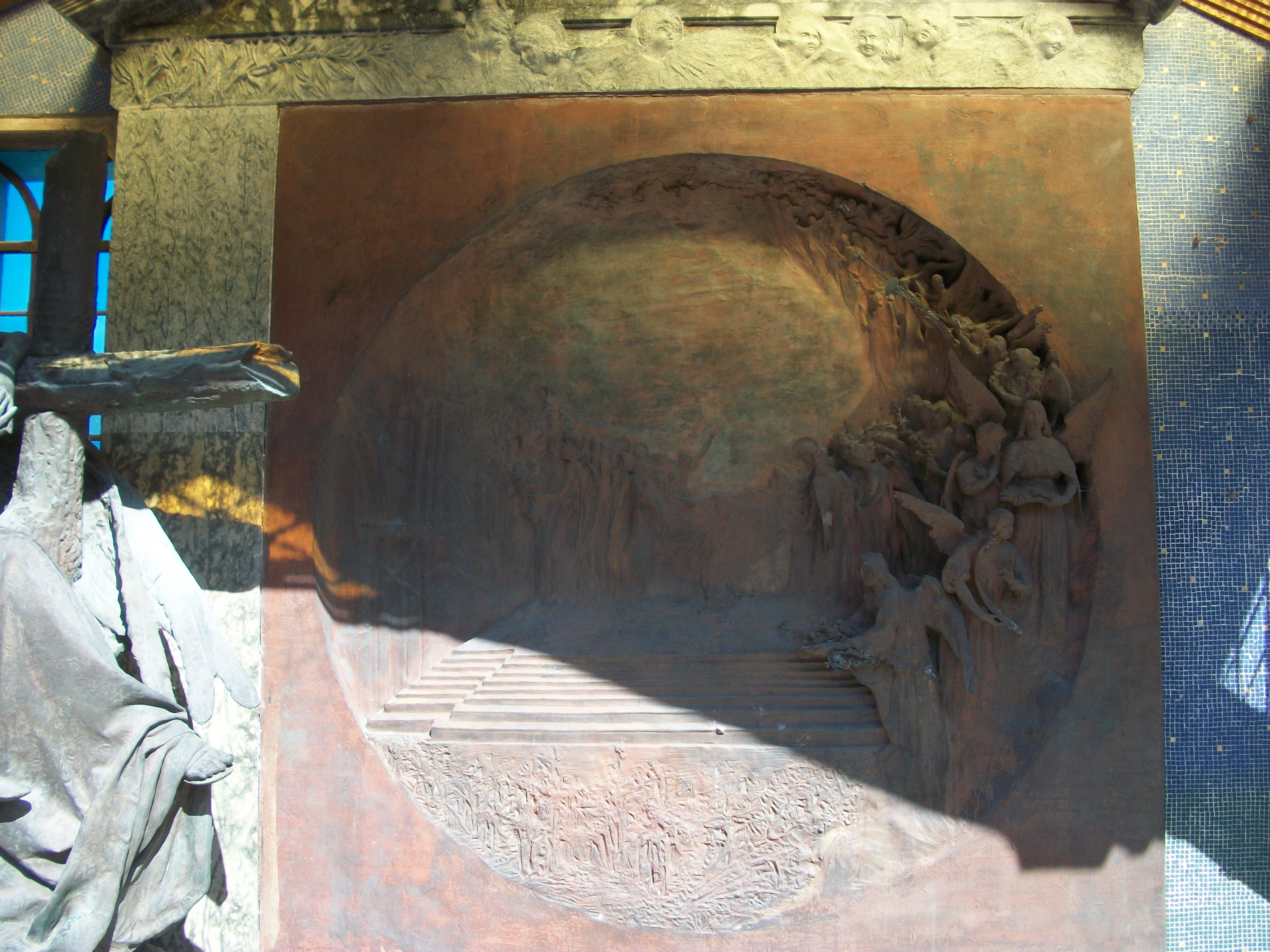
Funérailles des anges
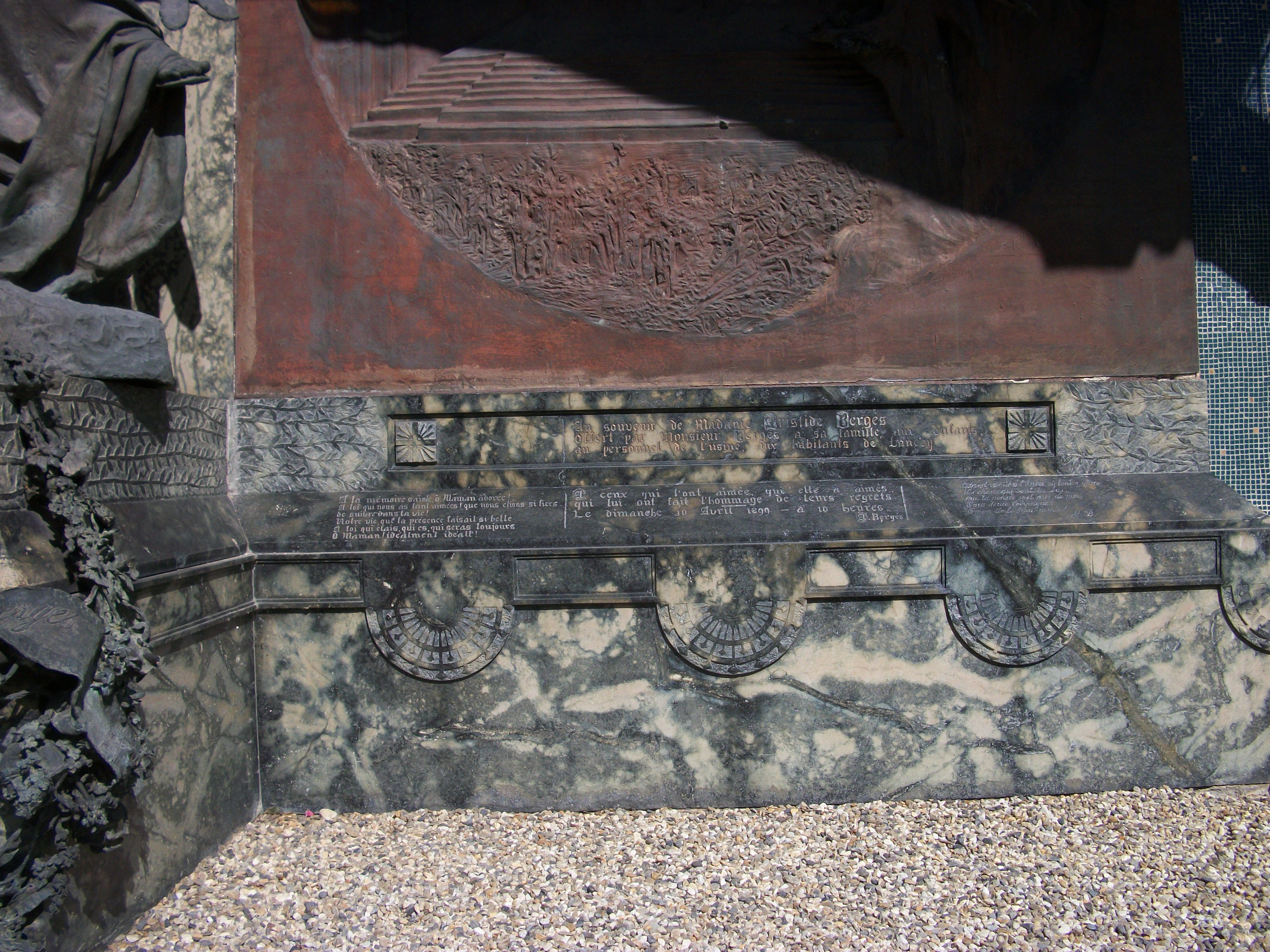
Épitaphes

- Le château de Miribel, ou château de Vorz, du XIIIe siècle, modifié aux XVe et XIXe siècles[42],[43].
- Au Nord du château de Vorz se trouve le Domaine du Berlioz, qui comprend l'ancienne maison du rentier[42].
- La Maison Bergès[42].
- La maison Jourdan-Laforte, entre Froges et Villard-Bonnot, sur le ruisseau de Brignoud, datant du XVIIIe siècle[42].
- Au sud du Brignoud se trouvait au XVIIIe siècle la maison de Bertie, aujourd'hui disparue, probablement à l'emplacement d'une maison forte précédente, signalée sur la carte de Cassini[42].
- Lors des commémorations des guerres de 1914-1918 et de 1939-1945, trois monuments sont honorés :

place du 24-Août à Brignoud,
place de l'Église à Lancey,
place Pasteur à Villard-Bonnot.
Le monument aux morts de Villard-Bonnot est assez particulier. Son imposant piédestal de trois marches, entouré d'une grille, est dominé par la statue d'une femme tenant une couronne dans sa main droite et un drapeau dans sa main gauche. Il commémore essentiellement les victimes du premier conflit mondial.

### Patrimoine culturel

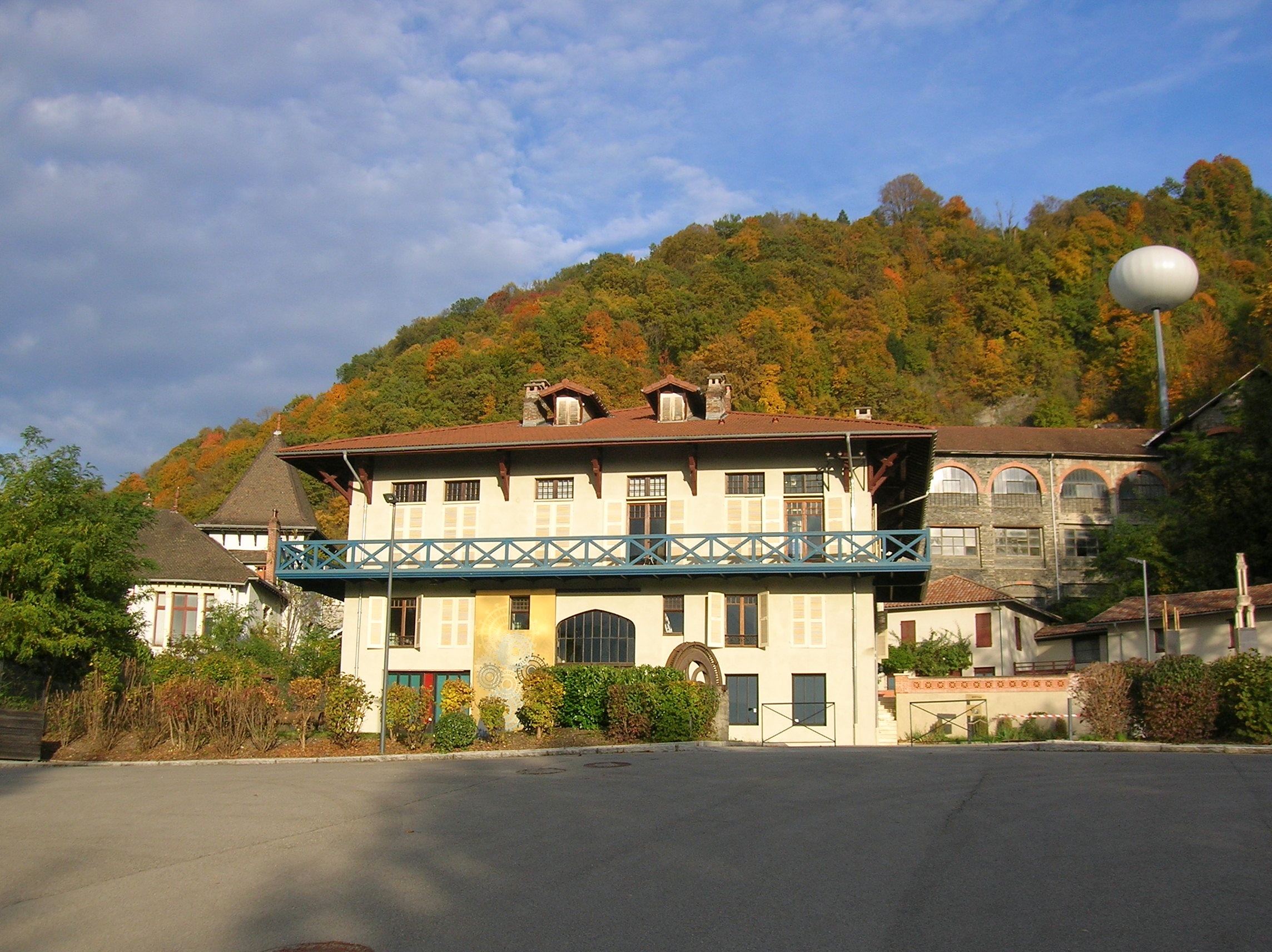
La Maison Bergès.

- Villard-Bonnot accueille, depuis 2011, le musée de la Houille blanche[45], dans la Maison Bergès.
- L'Espace Aragon est l'espace culturel de Villard-Bonnot qui propose spectacles, séances de cinéma et expositions[46].

### Héraldique
| Blason de Villard-Bonnot | Blason  | D'or maçonné de sable, mantelé d'azur à quatre burelles ondées d'or, au chef d'or chargé de trois sapins d'argent séparés de trois émanchures du même. |
| Blason de Villard-Bonnot | Détails | Le statut officiel du blason reste à déterminer. |

‌

### Personnalités liées à la commune

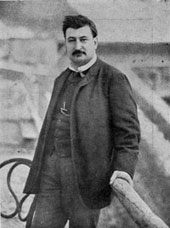
Aristide Bergès, 1833-1904.

#### Aristide Bergès
Aristide Bergès est né en 1833 en Ariège. Sorti ingénieur de l'École centrale des arts et manufactures, il travaille dans un premier temps dans la papeterie familiale. Lors de l'exposition universelle de 1889, il rencontre le papetier Matussière propriétaire d'une scierie et fabricant de pâte à papier à Domène. Celui-ci commande à Aristide Bergès des défibreurs à bois. Il décide peu de temps après d'installer sa propre papeterie à Lancey. Afin d'actionner les machines de son usine, Aristide Bergès s'intéresse alors à l'énergie hydraulique. Il inaugure en 1869 une chute de 200 m de hauteur puis porte cette chute à 500 m en 1882 à partir des eaux du lac du Crozet. On prête à Aristide Bergès l'invention du terme « Houille blanche ».

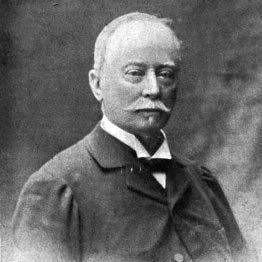
Alfred Fredet, 1829-1904.

#### Alfred Fredet
Originaire d'Auvergne, Alfred Fredet fait de brillantes études et sort major de l'École centrale des arts et manufactures en 1854. Ingénieur papetier dans différentes usines, il s'installe dans le Grésivaudan et fonde la papeterie Moulin Vieux à Pontcharra puis la papeterie du Moutier à Domène. C'est à Brignoud qu'il développe son talent d'ingénieur en créant, avec Amable Matussière, une conduite forcée de 147 m en 1868. La politique paternaliste d'Alfred Fredet a accompagné le développement des papeteries et a permis de nombreuses avancées sociales et culturelles : construction des cités ouvrières, d'écoles, création d'une caisse de sécurité sociale…

#### Albert Girard-Blanc
Il fut pilote d'avant-guerre et compagnon de chambrée de Saint-Exupéry pendant leur service militaire, au début des années 1920. Garagiste automobile à Lancey et pionnier de l'aviation dans le Dauphiné, il sera le premier à poser son avion sur des terres alors agricoles situées entre Lancey et le Versoud en 1924 (à l'emplacement de l'actuel aérodrome construit en 1948). Il fut le premier président de l'aéroclub du Grésivaudan. Dans les années 1950, Albert Giard-Blanc se lance dans la construction d'un RA-14 (F-PFBB). Cet infatigable amoureux des airs sautait encore en parachute à 70 ans et pilotait régulièrement des avions à 90 ans. Il est décédé en 2005 à l'âge de 104 ans.

#### Autres personnalités
- La famille Miribel : Artus de Miribel fut maire de Grenoble en 1842, après avoir fait carrière comme lieutenant de gendarmerie du 3e régiment de Cuirassiers. Il démissionne de ce poste trois ans plus tard mais conserve un poste de conseiller municipal. Il habite régulièrement son château de Vors situé à Villard-Bonnot. Il eut avec son épouse Marie-Thérèse de Valory une fille et quatre fils dont le futur général Marie-Joseph François de Miribel.

- Melchior Marmonnier : Médecin pendant 48 ans, le docteur Marmonnier fut praticien dans les années 1830 en Algérie puis dans le canton de Domène à partir de 1843. Selon certaines sources, il effectua le 3 janvier 1851 la première transfusion sanguine réussie en France à Lancey, sur l'une de ses patientes victime d'une hémorragie à la suite d'un accouchement difficile. Le docteur Marmonnier préleva alors du sang chez une voisine et le transfusa à sa patiente mourante.

- Michel Lotito : Artiste de cabaret français. Il était renommé pour sa capacité à manger les choses les plus indigestes comme le fer ou le caoutchouc.